# Nicolaas Oosterbaan (ambtenaar)

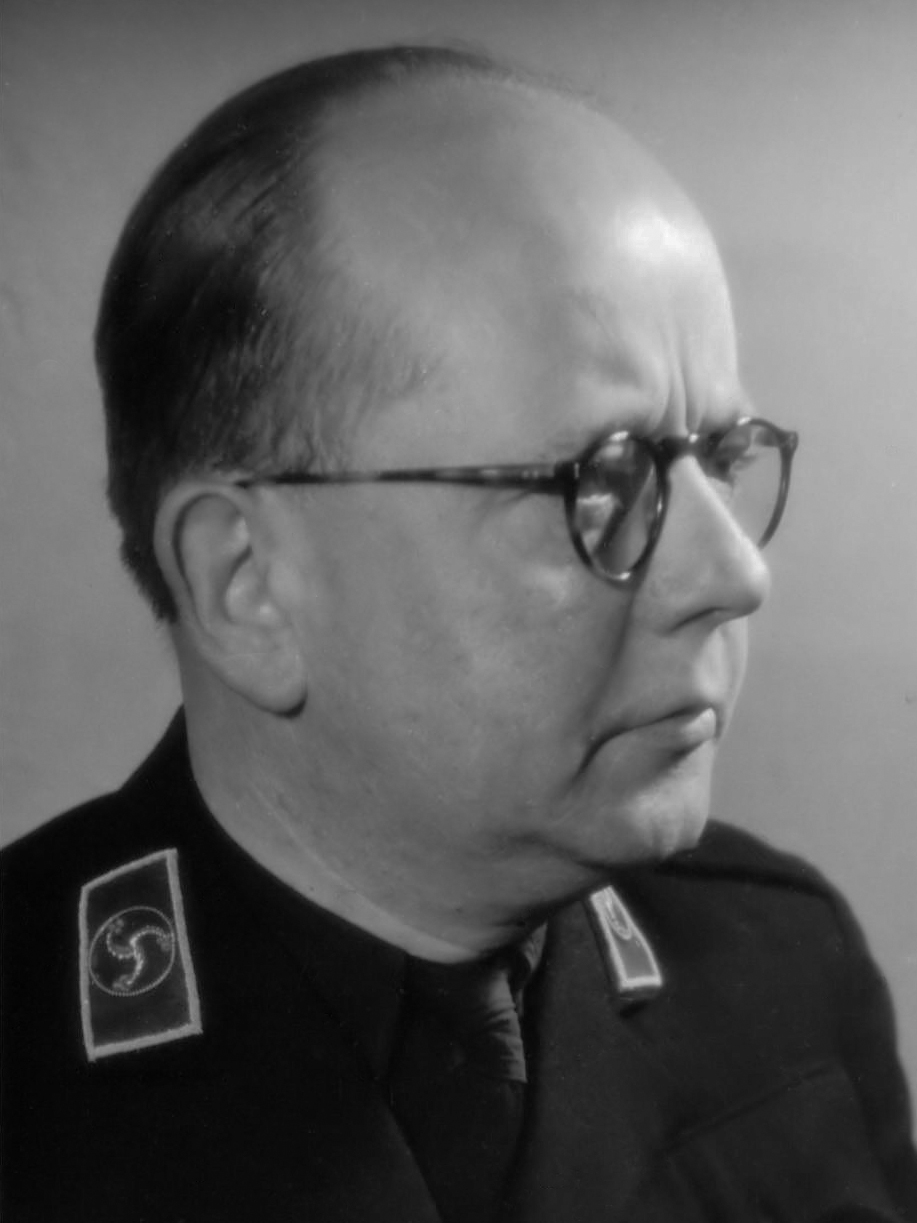
Nicolaas Oosterbaan

Nicolaas Oosterbaan (Naarden, 25 mei 1902 - 's-Gravenhage, 14 januari 1976) een Nederlands journalist en als nationaalsocialistisch ambtenaar enige tijd Directeur voor het Perswezen.

## Directeur voor het Perswezen
Oosterbaan was in dienst geweest van de Bataafse Petroleum Maatschappij, voordat hij (plaatsvervangend) chef werd van de persdienst van de Nationaal-Socialistische Beweging in Nederland (NSB). In november 1940 werd hij door Tobie Goedewaagen benoemd tot Directeur voor het Perswezen. Dit was een onderdeel van het nationaalsocialistische Departement van Volksvoorlichting en Kunsten (DVK), waarvan Goedewaagen sinds november 1940 secretaris-generaal was. Oosterbaan gaf leiding aan wat toen de grootste vakafdeling van het DVK was: er werkten in de tweede helft van 1941 35 medewerkers. 
Oosterbaan zou zijn functie niet lang bekleden. Als gevolg van een conflict tussen het DVK en de Presse-Abteilung in de persoon van Willi P.W. Janke, een al jaren in Nederland woonachtige Oostenrijker die werkzaam was bij het Reichskommissariat, werd Oosterbaan in juni 1941 van zijn functie ontheven. Ook een incident uit februari 1941, waarbij Oosterbaan zich publiekelijk had gekeerd tegen ir. M.M. Rost van Tonningen was debet aan zijn terugtreden. Het incident wekte namelijk het misnoegen op van Fritz Schmidt, die als Generalkommissar zur besonderen Verwendung slechts verantwoording schuldig was aan dr. A. Seyss-Inquart, de door Hitler benoemde Reichskommissar. Dat bleek weinig bevorderlijk voor Oosterbaans ambtelijke carrière. 

## Hoofd Algemene Propaganda en Informatie en Documentatie
Op 10 juni 1941 werd hij opgevolgd door Max Blokzijl. Oosterbaan kreeg vervolgens de leiding van de afdeling Algemene (later: Actieve) Propaganda van het DVK. Ook daar was hem geen lang leven beschoren: op 1 februari 1942 werd hij vervangen door Ernst Voorhoeve. Oosterbaan zelf schuift door binnen het DVK: hij wordt hoofd van de afdeling Informatie en Documentatie. In die hoedanigheid is hij in juli '44 nog actief betrokken bij de organisatie van de Rembrandtdag.

## Journalistenbesluit
Het belangrijkste wapenfeit van Oosterbaan als Directeur voor het Perswezen was de rede die hij op 3 mei 1941 hield bij de presentatie van het Journalistenbesluit. Na met enig gevoel voor pathos geconstateerd te hebben dat de humanistische dromerij van menselijke volmaaktheid was uitgedroomd, de parlementaire democratie haar zin had verloren en het kapitalisme zijn mogelijkheden had uitgeput en 'wij de kortste weg naar de Nieuwe Tijd' moesten volgen, 'uit de stegen en sloppen van gisteren den nieuwgeboren dag vol licht en zonneschijn tegemoet', gaf Oosterbaan tien richtlijnen mee:
1. De bouw van het Nieuwe Europa berust op de vrije samenwerking van gelijkberechtigde volksgemeenschappen, staande onder de opperleiding van Adolf Hitler, Führer aller Germanen.
2. Tot het bereiken van het grootste doel: de bundeling van alle Germaansche krachten, wordt in de Nederlandsche pers doorloopend actieve aandacht geschonken aan de cultureele, economische en militaire mogelijkheden, welke de aaneensluiting der Germaansche volken biedt.
3. Aan de geestelijke, zedelijke en materiële versterking van ons eigen volksleven worde voortdurend gearbeid, aangezien alleen een sterk volk een sterke leiding kan aanvaarden, de sterke leiding, welke voor de zelfhandhaving van een volk ten eenenmale onontbeerlijk is.
4. Tegenover de bekrompen gescheidenheid der maatschappelijke klassen, de onnoodige toespitsing der godsdienstige verschillen en de pogingen tot instandhouding der partijschappen stelle de Pers steeds weer opnieuw de Volkseenheidsgedachte, daarbij rekening houdende met de rijke verscheidenheid van stam en streek.
5. Tot het Nederlandsche Volk worden geacht, te behooren allen die van Nederlandschen bloede zijn. Doch ook zij alleen!
6. Aan de middelen tot het voorkomen of lenigen van den stoffelijken nood zal in de Pers veel aandacht moeten worden besteed. Gedacht wordt hierbij aan landwinning en ontginningswerkzaamheden, aan de propaganda voor den productieslag, aan de actie voor Winterhulp e.d.
7. Een beter begrip zij door de Pers aangekweekt voor de positie van den bodembewerker, wiens arbeid de natie voedt. Ons raszuiver boerendom is de belangrijkste drager der volksgemeenschap.
8. De door eenzijdige verstandsaanbidding ontstane minachting voor den handenarbeid in de Pers dient met kracht te worden bestreden. Eerbied voor den Arbeid en afkeer van een parasitair bestaan een ieder ingeprent.
9. De Pers versterke door doeltreffende artikelen en verhalen bij de Jeugd den zin voor orde, tucht en kameraadschap. Ook op het terrein der jeugdvorming zal naar ongescheiden onderscheiding moeten worden gestreefd.
10. Wil de Pers haar verantwoordelijke taak als mede-opvoedster des Volks met vrucht kunnen uitoefenen, zoo zal zij, naast het vereischte zelfrespect, den eerbied van iederen Nederlander moeten verwerven. Voorwaarde daartoe is, dat zij in hechte solidariteit en onwankelbare waarheidsliefde haar arbeid verricht, deloyale methoden uit haar midden bant en met vaste hand de openbare meening in de juiste banen helpt sturen.

Deze tien richtlijnen geven een aardig zicht op de opvattingen die Oosterbaan in zijn hoedanigheid als Directeur voor het Perswezen koesterde.
Hij was een zoon van ARP-politicus Nicolaas Oosterbaan. Hij was gehuwd en kreeg tien kinderen.
 Portaal: Fascisme en nationaalsocialisme in Nederland · Fascisme · Nationaalsocialisme